# Antonio Apruzzese
Antonio Apruzzese Martín (Madrid, 2 de mayo de 1906 – Madrid, 26 de octubre de 1995) fue un compositor, constructor, afinador, reparador e intérprete de organillo, instrumento tradicionalmente asociado a algunos aires de la música popular de la capital de España, como el chotis.
Nacido en el viejo Madrid de los Austrias, en la calle de Luzón, era hijo de Luis Apruzzese, 'luthier' italiano a quien se atribuye el mérito de introducir el organillo en España en 1890. Con nueve años de edad, Antonio comenzó estudios de piano con Vicente Romero, pianista en el café El Vapor. A los 11 años empezó a trabajar en el taller de su padre, del que muy joven ya se haría encargado. Tras casarse con María Magdalena Jiménez Amigo (matrimonio que no tuvo hijos), se independizó de su hermano para establecerse en la Carrera de San Francisco nº 9, esquina a la calle de las Aguas (donde aún se mantenía un almacén-museo del organillo en 2009).
Grabó numerosos discos interpretando chotis, pasodobles y temas de zarzuelas y populares con el sobrenombre de as del organillo. Queda noticia de su participación en la música de la película El Pisito de Marco Ferreri y otros filmes entre 1950 y 1970 (donde aparece música de organillo); así como en espacios de la antigua televisión española. 
En 1985 recibió una placa honorífica de la Cámara de Comercio e Industria de Madrid. Tras su muerte a los 89 años, su discípulo Fernando Ochoa del Olmo se hizo cargo del negocio con la ayuda aún de Magdalena.